# Kleine bijvoetboorvlieg
De kleine bijvoetboorvlieg (Campiglossa absinthii) is een vliegensoort uit de familie van de boorvliegen (Tephritidae). De wetenschappelijke naam van de soort is voor het eerst geldig gepubliceerd in 1805 door Fabricius.